# Шанталь, Иоанна де
Иоа́нна де Шанта́ль, Жанна де Шанталь (полное имя Жанна Франсуаза (Иоанна Франциска) Фремьё, баронесса де Шанталь; фр. Jeanne-Françoise Frémiot, baronne de Chantal); родилась 23 января 1572 года, Дижон, умерла 13 декабря 1641 года, Мулен — католическая святая, основательница ордена визитанток, сподвижница святого Франциска Сальского.

## Биография
Жанна Фремьё родилась 23 января 1572 года в Дижоне (Бургундия, Франция) во влиятельной бургундской семье. Воспитывал её отец, пожизненный президент парламента Бургундии, так как мать Жанны умерла, когда девочке было 18 месяцев. В 20 лет Жанна вышла замуж за барона де Шанталя, от которого родила шестерых детей (из них выжили четверо). В 28 лет овдовела, когда барон де Шанталь был случайно убит на охоте.
После смерти мужа приняла обет безбрачия. Согласно преданию, во время молитвы увидела своего духовного пастыря в видении.
В 1604 году, находясь в Париже, встретила святого Франциска Сальского и узнала его как человека из видения.
Жанна стала духовной ученицей святого Франциска Сальского и его сотрудницей. Долгие годы она вела с ним переписку.
В праздник святой Троицы, 6 июня 1610 года она вместе со святым Франциском основала Орден Посещения Богоматери в городе Анси и стала его первой настоятельницей. Всего святая Иоанна основала 69 монастырей ордена, и до конца дней способствовала его развитию. Иоанна де Шанталь написала несколько духовных сочинений, важнейшим из которых являются «Духовные заметки».
Скончалась св. Иоанна де Шанталь в городе Мулен 13 декабря 1641 года.

## Прославление
Беатифицирована 21 ноября 1751 года папой Бенедиктом XIV. Канонизирована 16 июля 1767 года. Её мощи хранятся в Анси, в храме Посещения. Память в Католической церкви — 12 августа.